# Luchino Visconti
Luchino Visconti di Modrone, conte di Lonate Pozzolo, noto semplicemente come Luchino Visconti (Milano, 2 novembre 1906 – Roma, 17 marzo 1976), è stato un regista, sceneggiatore, scenografo e partigiano italiano.
Per la sua attività di regista cinematografico e teatrale e per le sue sceneggiature, è considerato uno dei più importanti artisti e uomini di cultura del XX secolo. Ritenuto uno dei padri del neorealismo italiano, ha diretto numerosi film a carattere storico, dove l'estrema cura delle ambientazioni e le ricostruzioni sceniche sono state ammirate e imitate da intere generazioni di registi. I suoi film sono principalmente dedicati a temi come la bellezza, la decadenza, la morte e la storia europea: in particolare, il declino della nobiltà e della borghesia è stato ripetuto più volte nei suoi film.

## Biografia

### Giovinezza ed educazione

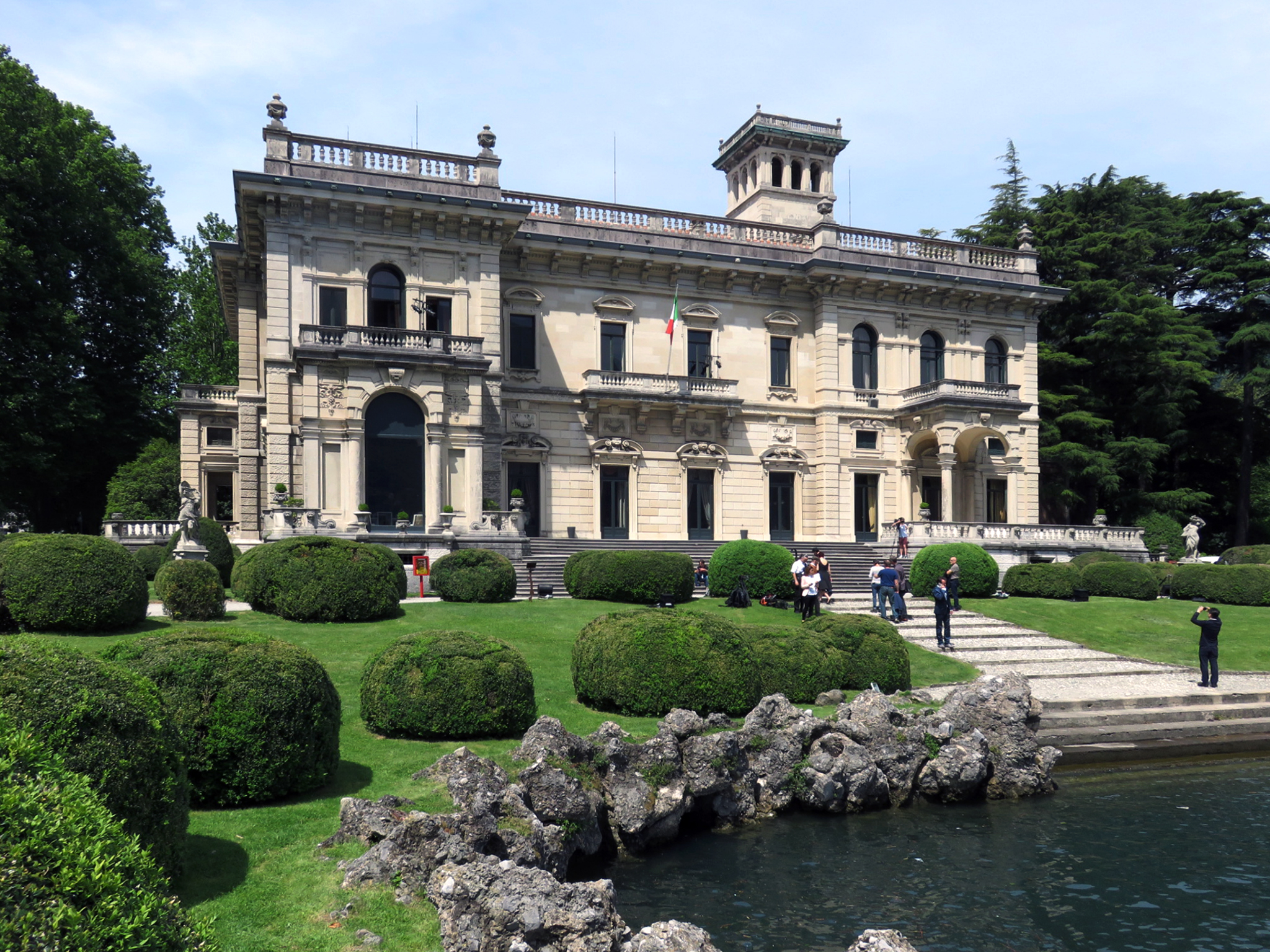
Villa Erba, residenza di Visconti a Cernobbio

Luchino Visconti di Modrone nacque a Milano il 2 novembre 1906, quarto dei sette figli del duca Giuseppe Visconti di Modrone (1879-1941) e di Carla Erba (1880-1939), proprietaria della più grande casa farmaceutica italiana; fratello minore di Guido, Anna e Luigi e maggiore di Edoardo, Ida Pace e Uberta. Il nonno paterno Guido Visconti di Modrone e i due zii paterni Uberto Visconti di Modrone e Guido Carlo Visconti di Modrone erano stati senatori del regno. Era inoltre discendente collaterale di Francesco Bernardino Visconti, personaggio a cui, secondo talun filòlogo, Alessandro Manzoni si sarebbe ispirato per il personaggio dell'Innominato de I promessi sposi.
Prestò servizio militare come sottufficiale di cavalleria a Pinerolo e visse gli anni della sua gioventù nell'agio di una delle più importanti famiglie d'Europa. Frequentò, con alterni risultati, il liceo classico Berchet di Milano, dove fu bocciato al ginnasio; passò poi al Liceo classico Dante Alighieri, diretto dalla famiglia Pollini. Dopo la separazione dei genitori, Luchino visse con la madre.
A soli 26 anni, guidò una scuderia di cavalli di sua proprietà, raggiungendo ottimi risultati tra i quali si ricorderà la vittoria nel Gran Premio di Milano San Siro con Sanzio.

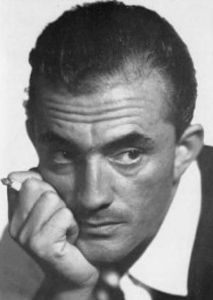
Un giovane Luchino Visconti

Fin da ragazzo studiò il violoncello, sotto la guida del violoncellista e compositore Lorenzo de Paolis (1890 - 1965), e fu influenzato dal mondo della lirica e del melodramma: il padre era infatti uno dei finanziatori del Teatro alla Scala di Milano e il salotto di casa Visconti era frequentato, tra gli altri, dal direttore d'orchestra Arturo Toscanini. Numerosi artisti venivano ospitati anche nella residenza cernobbiese di Villa Erba, sul lago di Como, dove il giovane Visconti trascorse saltuariamente le vacanze estive con la madre Carla. Così la ricorda il regista:

### Carriera

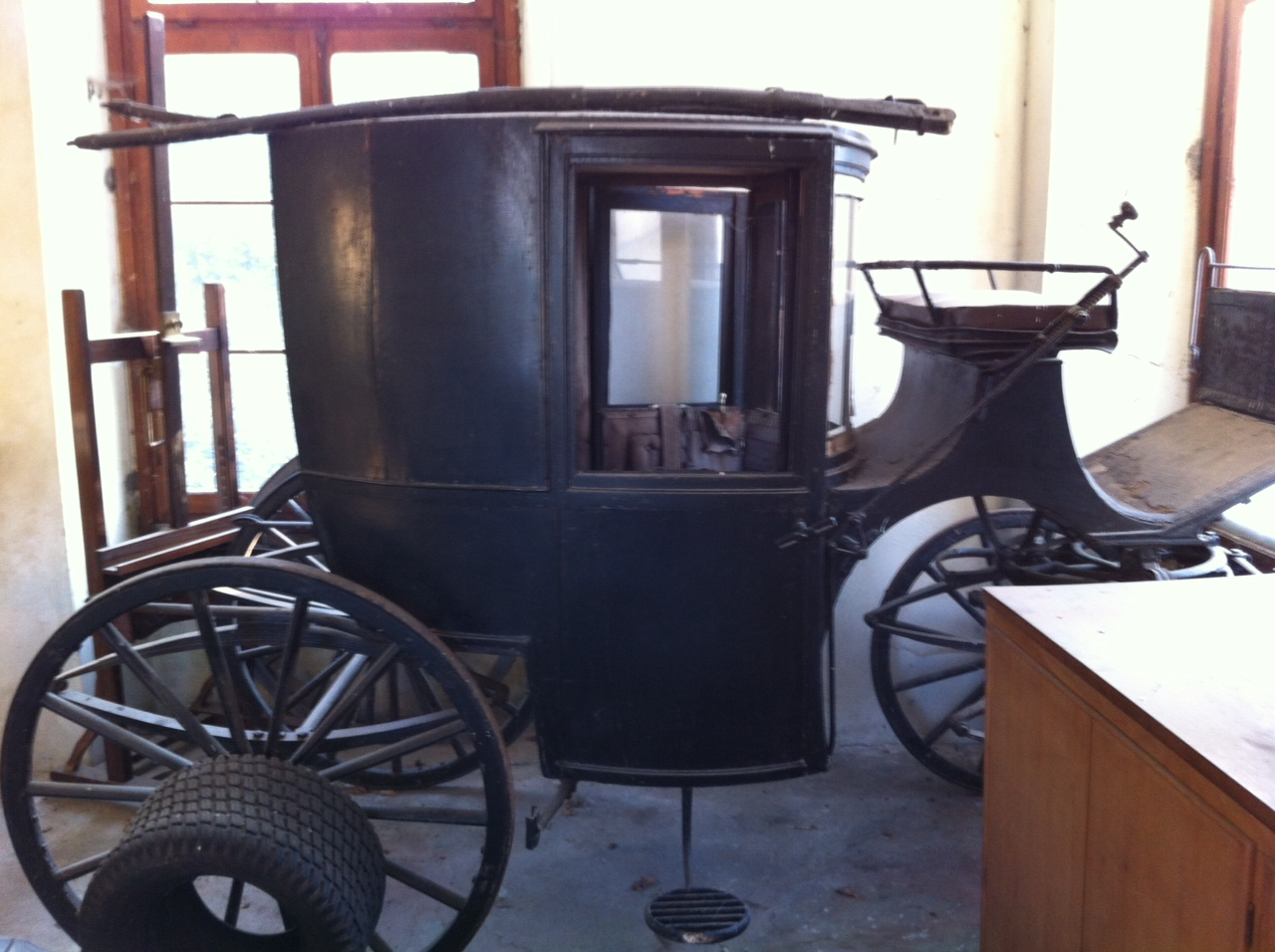
Villa Godi Malinverni, la tenuta di campagna della contessa Livia Serpieri (interpretata da Alida Valli) nel film "Senso". Nella Villa è ancora custodita la carrozza utilizzata nel film.

La carriera cinematografica di Visconti ha inizio nel 1936 a Parigi, come assistente alla regia e ai costumi per Jean Renoir, conosciuto attraverso la stilista Coco Chanel, con la quale Luchino ha una relazione. È l'epoca del Fronte popolare, che porta i partiti progressisti al governo in Francia. In questo clima Visconti entra in contatto con alcuni militanti antifascisti fuoriusciti dall'Italia, con intellettuali come Jean Cocteau e attraverso lo stesso Renoir, convinto comunista, si avvicina alle posizioni della sinistra. Al fianco del grande regista francese Visconti contribuisce alla realizzazione di Verso la vita (1936) e di Una gita in campagna (1936). Visconti in seguito riconoscerà sempre l'influenza del realismo di Renoir e del cinema francese degli anni trenta sulla sua opera di regista.
Dopo un breve soggiorno a Hollywood, rientra in Italia nel 1939 a causa della morte della madre.

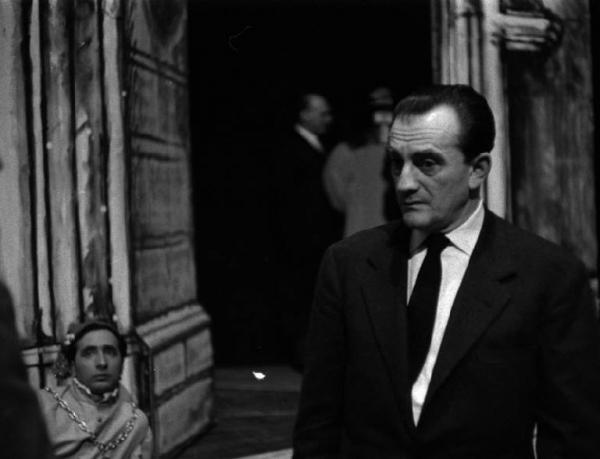
Luchino Visconti durante le prove di Anna Bolena al Teatro alla Scala di Milano, fotografia di Federico Patellani, 1957.

Comincia, invitato di nuovo da Jean Renoir a lavorare a una coproduzione italo-francese, un adattamento cinematografico della Tosca ma, dopo l'inizio della guerra, il regista francese è costretto a lasciare il set, e viene sostituito dal tedesco Carl Koch.
Dopo la scomparsa della madre si stabilisce definitivamente a Roma e qui l'incontro con i giovani intellettuali collaboratori della rivista Cinema sarà fondamentale.
In questo momento si avvicina, grazie a questi intellettuali, all'illegale Partito Comunista Italiano al quale rimarrà legato, con rapporti alterni, fino alla morte. Da questo gruppo nasce una nuova idea di cinema che, abbandonando le commedie del cinema dei telefoni bianchi ambientate in ville lussuose, racconta realisticamente la vita e i drammi quotidiani della gente comune. Su queste basi, insieme con Pietro Ingrao, Mario Alicata e Giuseppe De Santis, nel 1942 Visconti mette in cantiere il suo primo film: Ossessione (1943), ispirato al romanzo Il postino suona sempre due volte di James Cain. Protagonisti sono Clara Calamai, che sostituisce all'ultimo momento Anna Magnani costretta ad abbandonare il progetto perché in stato di avanzata gravidanza, Massimo Girotti, nella parte del meccanico Gino, Juan de Landa, nel ruolo del marito tradito, ed Elio Marcuzzo nel personaggio de «Lo spagnolo».
La vicenda comincia in un'osteria che sorge lungo una strada della bassa padana, poi si sposta ad Ancona e infine a Ferrara. La scelta di girare il film in queste città era controcorrente per l'epoca e dà al film un tono di realtà quotidiana che sorprese allora e continua a sorprendere. Con Ossessione Visconti dà inizio al genere cinematografico del neorealismo. È proprio il montatore del film, Mario Serandrei, che darà per primo al film la definizione di 'neorealista', ufficializzando così la nascita di uno stile espressivo che avrà grande fortuna negli anni seguenti. Il film ha una distribuzione discontinua e tormentata in un'Italia sconvolta dalla guerra.
Prima del 1943, e quindi prima della realizzazione del film Ossessione, Luchino Visconti, con Gianni Puccini, Giuseppe De Santis e Mario Alicata, aveva in animo di produrre un film tratto da un racconto di Giovanni Verga imperniato sulla vicenda di un contadino che alla fine del secolo scorso diventa bandito: L'amante di Gramigna. A sceneggiatura ultimata il Ministero della cultura popolare, nella persona di Alessandro Pavolini, che peraltro aveva apprezzato Ossessione, non diede il nulla osta, anzi Pavolini di suo pugno scrisse sulla copertina della sceneggiatura: "Basta con i banditi!".
Dopo l'armistizio dell'otto settembre, Visconti collabora con la Resistenza assumendo il nome di battaglia di Alfredo. Datosi alla latitanza, invita l'attrice María Denis, con la quale ha una relazione, a offrire ospitalità nella sua villa a tutti gli antifascisti che si presentavano con la parola d'ordine «per conto di chi sai tu».
«La casa di Luchino divenne in breve tempo la centrale operativa ed il rifugio di tantissimi clandestini [...] Tutte le finestre venivano tenute rigorosamente sbarrate ed oscurate, in modo che dall'esterno la casa risultasse come disabitata, mentre all'interno era stata trasformata in una specie di dormitorio, mensa e ufficio, i cui occupanti entravano e uscivano rigorosamente di notte.» (Lettera di Uberta Visconti a Martino Contu, 6 febbraio 1996)
Tra coloro che troveranno rifugio nella sua dimora vi fu il comunista sardo Sisinnio Mocci, ufficialmente assunto come maggiordomo ma in realtà impegnato nella lotta clandestina contro l'occupazione nazifascista di Roma; Mocci sarà arrestato nella villa di Visconti e poi trucidato alle Fosse Ardeatine.
Catturato nell'aprile del 1944 e imprigionato a Roma per alcuni giorni dalla Banda Koch, durante l'occupazione tedesca, Visconti si salva dalla fucilazione grazie all'intervento di María Denis, che intercederà per lui presso la polizia fascista. La Denis racconterà poi quest'esperienza nel suo libro di memorie, Il gioco della verità. Pietro Koch il capo della formazione da cui il regista era stato fatto prigioniero, fu fucilato presso il Forte Bravetta a Roma il 5 giugno 1945; la testimonianza del regista ebbe forte peso al processo da cui uscì la condanna a morte per il noto fascista. Vista la fama del personaggio, le autorità ritennero opportuno documentare l'esecuzione con una ripresa filmata che venne realizzata dallo stesso Luchino Visconti.
Alla fine del conflitto Visconti collabora alla realizzazione del documentario Giorni di gloria (1945), un film di regia collettiva dedicato alla Resistenza. Visconti gira le scene del linciaggio di Donato Carretta, l'ex direttore del carcere di Regina Coeli, e (come detto) cura la regia della fucilazione di Pietro Koch. Altre sequenze vengono girate da Gianni Puccini e Giuseppe De Santis.
Nello stesso tempo si dedica all'allestimento di drammi in prosa con assolute prime rappresentazioni (rimase leggendaria la compagnia formata con Paolo Stoppa e Rina Morelli) e, negli anni cinquanta, anche alla regia di melodrammi lirici, avendo l'opportunità di dirigere Maria Callas, nel 1955, con La sonnambula e La traviata alla Scala.
Nel 1948, la rappresentazione della commedia Rosalinda o Come vi piace di Shakespeare suscitò polemiche da parte di alcuni critici marxisti, i quali nella scelta della scenografia e dei costumi di Salvador Dalí videro un abbandono del neorealismo. In difesa di Visconti intervenne in prima persona il segretario del PCI, Palmiro Togliatti, che bloccò la pubblicazione sulla rivista comunista Rinascita di un articolo di critica teatrale redatto da un giovane giunto da pochi mesi in Italia dall'Unione Sovietica. In una nota interna destinata all'autore dell'articolo, Togliatti definì quello di Visconti «uno spettacolo che è stato forse il migliore degli ultimi tempi sulla scena italiana» e si dichiarò «contrario a che, per un dissenso sulla rappresentazione di una commedia di Shakespeare, – tema opinabile, in sostanza, – noi accusiamo un intellettuale nostro amico e di tendenze progressive di essere niente meno che a capo della reazione. Scrivendo così, ci facciamo ridere dietro e facciamo ridere dietro al marxismo».

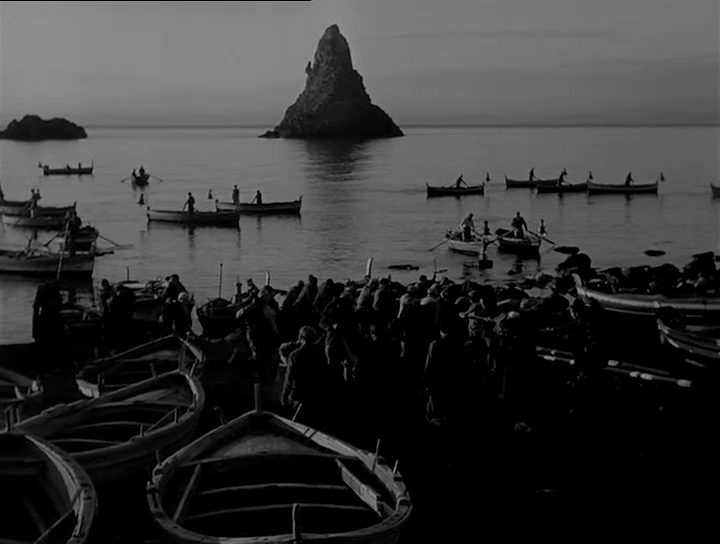
Una scena de La terra trema

Nello stesso anno torna dietro la macchina da presa realizzando un film polemico e crudo, che denuncia apertamente le condizioni sociali delle classi più povere, La terra trema, adattamento dal romanzo I Malavoglia di Giovanni Verga, di stampo quasi documentaristico. È uno dei pochi film italiani interamente parlati in dialetto. Nel 1950 vi fu una seconda edizione del film doppiata in lingua italiana.
Bellissima (1951), tratto da un soggetto di Cesare Zavattini, con Anna Magnani e Walter Chiari, analizza con spietatezza il 'dietro le quinte' del mondo cinematografico. Siamo donne (1953), sempre tratto da un soggetto di Zavattini, mostra un episodio della vita privata di quattro attrici celebri (Anna Magnani, Alida Valli, Ingrid Bergman e Isa Miranda).
Nel 1954 realizza il suo primo film a colori, Senso, ispirato a un racconto di Camillo Boito, con Alida Valli e Farley Granger. Siamo nel 1866: una nobildonna veneta s'innamora di un ufficiale dell'esercito austriaco. Scoperto il tradimento dell'uomo, al quale aveva donato il denaro che doveva servire a una causa patriottica, si trasforma in delatrice e lo fa condannare alla fucilazione. Questo film segna una svolta nell'arte di Visconti, qualcuno lo definirà impropriamente un tradimento del neorealismo: la cura del dettaglio scenografico è estrema.
Nel 1956 è tra gli intellettuali comunisti che manifestano contro l'invasione sovietica d'Ungheria, ma non lascia il partito. Le notti bianche (1957), ispirato al romanzo di Dostoevskij, interpretato da Marcello Mastroianni, Maria Schell e Jean Marais, è un film in bianco e nero, dall'atmosfera plumbea e nebbiosa. Vince il Leone d'argento a Venezia.
Rocco e i suoi fratelli (1960), ispirato al romanzo di Giovanni Testori Il Ponte della Ghisolfa, è la storia di una famiglia di meridionali che dalla Basilicata si trasferisce per lavoro a Milano. Narrato con i toni della tragedia greca, il film provoca grandi polemiche a causa di alcune scene crude e violente oltreché per le posizioni politiche del regista. Vicino al Partito Comunista fin dai tempi della Resistenza, Visconti è ormai soprannominato 'il Conte rosso'. Il film vince comunque il Gran Premio della giuria a Venezia.
Allontanandosi dal neorealismo, Visconti crea un linguaggio visivo inconfondibile nei suoi film a partire dagli anni Sessanta. Grazie alla sua miscela unica di origini aristocratiche e alto-borghesi, convinzioni politiche comuniste e brillante analisi sociale, ha creato capolavori della storia del cinema con Il Gattopardo (1963), La caduta degli Dei (1969), Morte a Venezia (1971) e Ludwig (1973). 
L'anno seguente, insieme con Vittorio De Sica, Federico Fellini e Mario Monicelli realizza il film a episodi Boccaccio '70 (1962). L'episodio di Visconti, Il lavoro, è interpretato da Tomas Milian, Romy Schneider, Romolo Valli e Paolo Stoppa. Nel 1963 Visconti mette d'accordo critica e pubblico con Il Gattopardo, tratto dal romanzo di Giuseppe Tomasi di Lampedusa, vincitore della Palma d'oro. Interpretato fra gli altri da Burt Lancaster, Alain Delon e Claudia Cardinale; è ambientato nel periodo dello sbarco dei garibaldini in Sicilia. Il culmine del film è la scena finale del ballo, che occupa l'ultima mezz'ora della pellicola. Riscuote grande successo anche in Europa, mentre alla prima uscita negli Stati Uniti, nonostante la presenza di Lancaster, il film ha uno scarso riscontro al botteghino.

Il Gattopardo, Burt Lancaster e Claudia Cardinale

Nel 1965 esce il film Vaghe stelle dell'Orsa, ispirata nel titolo a Leopardi. È la storia di un incesto, con richiami alla mitologia, ai tragici greci e a taluni percorsi culturali del Novecento, interpretata da Claudia Cardinale e Jean Sorel. Durante le riprese di Vaghe stelle dell'Orsa (1964) a Visconti viene presentato il giovane Helmut Berger, che diverrà negli anni uno degli 'attori - simbolo' del suo cinema, come già Delon o Claudia Cardinale.
Nel 1966 Visconti gira La strega bruciata viva, un episodio del film collettivo Le streghe, interpretato da Silvana Mangano. Helmut Berger vi interpreta un piccolo ruolo della villa di montagna in cui la "diva del cinema" interpretata dalla Mangano arriva ospite.
Del 1967 è Lo straniero, ispirato al libro omonimo di Albert Camus, con Marcello Mastroianni e la partecipazione di Angela Luce.
Alla fine degli anni sessanta Visconti, ispirandosi al dibattito storiografico postnazista, realizza La caduta degli Dei (1969), con Dirk Bogarde, Helmut Berger e Ingrid Thulin come protagonisti. La storia è quella dell'ascesa e caduta della famiglia proprietaria delle più importanti acciaierie tedesche all'avvento del nazismo. Il film costituisce il primo tassello di quella che sarà poi definita la 'trilogia tedesca'. Gli altri due film saranno Morte a Venezia (1971) e Ludwig (1973).
Morte a Venezia è tratto dal lavoro omonimo di Thomas Mann con la collaborazione del costumista Piero Tosi e la sceneggiatura di Nicola Badalucco e dello stesso Luchino. Nel film, Luchino Visconti racconta in maniera intensa e poetica la vicenda del compositore Gustav von Aschenbach, esplorando il tema di una bellezza ideale e irraggiungibile, da sottolineare la grande interpretazione degli attori Dirk Bogarde nella parte di Aschenbach e di Björn Andrésen nel ruolo di Tadzio.
Ludwig, ancora con Helmut Berger nel ruolo principale, uno dei film più lunghi della storia del cinema italiano (dura oltre 3 ore e 40 minuti nella sua versione integrale), narra la storia del monarca di Baviera Ludovico II e del suo tempestoso rapporto con Richard Wagner nonché del suo progressivo ritirarsi dalla realtà e dalle responsabilità di governo fino alla destituzione e alla morte in circostanze misteriose. La 'trilogia' avrebbe potuto diventare 'tetralogia' con La montagna incantata, un altro lavoro di Mann, alla cui trasposizione cinematografica Visconti è interessato. Il 27 luglio 1972, quando sono ormai terminate le riprese del Ludwig ma non ancora cominciato il montaggio, il regista viene colto da un ictus cerebrale che lo lascia paralizzato nella parte sinistra del corpo. Il montaggio di Ludwig viene terminato a Cernobbio.

### Ultimi anni e morte

Francobollo commemorativo

Malgrado le condizioni di salute, ritorna a lavorare curando nel 1973 un celebre allestimento della Manon Lescaut per il Festival dei Due Mondi di Spoleto diretto da Romolo Valli e la sua regia del 1958 di Don Carlo al Royal Opera House, Covent Garden di Londra è stata utilizzata anche dopo la sua scomparsa fino al 2002. Nonostante le grandi difficoltà, riesce a girare due ultimi film, Gruppo di famiglia in un interno (1974), scopertamente autobiografico e di nuovo interpretato da Burt Lancaster e Helmut Berger, e il crepuscolare L'innocente (1976), tratto dal romanzo omonimo di Gabriele D'Annunzio, interpretato da Giancarlo Giannini e Laura Antonelli. Luchino Visconti muore il 17 marzo 1976, poco meno di otto mesi prima del suo settantesimo compleanno, colto da una forma grave di trombosi poco dopo aver visto insieme con i suoi più stretti collaboratori il primo montaggio del film a cui stava ancora lavorando. L'innocente verrà presentato al pubblico in quella veste, a parte alcune modifiche apportate dalla co-sceneggiatrice Suso Cecchi D'Amico sulla base di indicazioni del regista durante una discussione di lavoro.  Il funerale ebbe luogo il 19 marzo 1976 nella chiesa di Sant'Ignazio di Loyola in Campo Marzio a Roma. Oltre alla famiglia Visconti erano presenti il Presidente della Repubblica Italiana Giovanni Leone e gli attori Burt Lancaster, Claudia Cardinale, Laura Antonelli, Vittorio Gassman e Helmut Berger. Le ceneri sono conservate dal 2003 sotto una roccia sull'isola d'Ischia, nella sua storica residenza estiva "La Colombaia", assieme a quelle della sorella Uberta.

### Vita privata
Accanto alle storie d'amore vissute in anni diversi con Coco Chanel, Clara Calamai, Maria Denis, Marlene Dietrich e con la scrittrice Elsa Morante, il regista non ha mai nascosto un suo orientamento omosessuale, che trova riferimenti espliciti in molti dei suoi film come in alcuni degli allestimenti teatrali di cui negli anni curò la regia. Negli anni trenta, a Parigi, Visconti ebbe una relazione con il fotografo Horst P. Horst. Tra il finire degli anni quaranta e l'inizio degli anni cinquanta, nel pieno della sua consacrazione professionale, intrecciò la sua storia umana e lavorativa con quella dello scenografo dei suoi spettacoli, Franco Zeffirelli, che visse per un lungo periodo nella villa del regista sulla via Salaria a Roma. Nel 1956 tenne a battesimo il figlioccio Miguel Bosé. Dopo il 1965 Visconti fu legato da un'intensa relazione all'attore Helmut Berger: tale relazione proseguì, tra gli alti e bassi dovuti al vivace stile di vita dell'attore austriaco, fino alla morte del regista.

## Filmografia

### Aiuto regista
- Verso la vita (Les basfonds) di Jean Renoir (1936)
- Una gita in campagna (Une partie de campagne) di Jean Renoir (1936)
- La Tosca di Jean Renoir e Carl Koch (1941)

### Regista

#### Film
- Ossessione (1943)
- La terra trema (1948)
- Bellissima (1951)
- Siamo donne (1953) - episodio Anna Magnani
- Senso (1954)
- Le notti bianche (1957)
- Rocco e i suoi fratelli (1960)
- Boccaccio '70 (1962) - episodio Il lavoro
- Il Gattopardo (1963)
- Vaghe stelle dell'Orsa... (1965)
- Le streghe (1967) - episodio La strega bruciata viva
- Lo straniero (1967)
- La caduta degli dei (1969)
- Morte a Venezia (1971)
- Ludwig (1973)
- Gruppo di famiglia in un interno (1974)
- L'innocente (1976)

#### Documentari
- Giorni di gloria (1945) Documentario
- Appunti su un fatto di cronaca (1951) Documentario
- Alla ricerca di Tadzio (1970) Documentario

## Teatro

### Regista di teatro di prosa
- Parenti terribili di Jean Cocteau (1945)
- Quinta colonna di Ernest Hemingway (1945)
- La macchina da scrivere di Jean Cocteau (1945)
- Antigone di Jean Anouilh (1945)
- A porte chiuse di Jean-Paul Sartre (1945)
- Adamo di Marcel Achard (1945)
- La via del tabacco di John Kirkland (da Erskine Caldwell) (1945)
- Il matrimonio di Figaro di Pierre-Augustin Caron de Beaumarchais (1946)
- Delitto e castigo di Gaston Bary (da Fedor Michajlovic Dostoevskij) (1946)
- Zoo di vetro di Tennessee Williams (1946)
- Euridice di Jean Anouilh (1947)
- Come vi piace di William Shakespeare (1948)
- Un tram che si chiama desiderio di Tennessee Williams (1949)
- Oreste di Vittorio Alfieri (1949)
- Troilo e Cressida di William Shakespeare (1949)
- Morte di un commesso viaggiatore di Arthur Miller (1951)
- Il seduttore di Diego Fabbri (1951)
- La locandiera di Carlo Goldoni, Teatro La Fenice di Venezia (1952)
- Tre sorelle di Anton Čechov (1952)
- Il tabacco fa male di Anton Čechov (1953)
- Medea di Euripide (1953)
- Come le foglie di Giuseppe Giacosa (1954)
- Il crogiuolo di Arthur Miller (1955)
- Zio Vania di Anton Čechov (1955)
- Contessina Giulia di August Strindberg (1957)
- L'impresario delle Smirne di Carlo Goldoni, Teatro La Fenice di Venezia (1957)
- Uno sguardo dal ponte di Arthur Miller (1958)
- Immagini e tempi di Eleonora Duse (1958)
- Veglia la mia casa, angelo di Ketti Frings (da Thomas Wolfe) (1958)
- Deux sur la balançoire di William Gibson (commediografo) (1958)
- I ragazzi della signora Gibbons di Will Glickman e Joseph Stein (1958)
- Figli d'arte di Diego Fabbri (1959)
- L'Arialda di Giovanni Testori (1960)
- Dommage qu'elle soit une putain di John Ford (1961)
- Il tredicesimo albero di André Gide (1963)
- Après la chute di Arthur Miller (1965)
- Il giardino dei ciliegi di Anton Čechov (1965)[22]
- Egmont di Johann Wolfgang von Goethe, Teatro alla Scala (1967)
- La monaca di Monza di Giovanni Testori (1967)
- L'inserzione di Natalia Ginzburg (1969)
- Tanto tempo fa di Harold Pinter (1973)

### Collaborazioni (teatro di prosa)
- Carità mondana di Giannino Antona Traversi, messinscena (1936)
- Il dolce aloe di Jay Mallory, messinscena (1936)
- Il viaggio di Henry Bernstein, scena (non firmata) (1938)
- Vita col padre di Howard Lindsay e Russel Crouse (da Clarence Day), supervisione (1947)
- Festival di Age, Scarpelli, Dino Verde e Vergani, supervisione, (1954)

### Regia di opere liriche
- La Vestale di Gaspare Spontini (1954) Teatro alla Scala
- La sonnambula di Vincenzo Bellini (1955) Teatro alla Scala (portata anche nella trasferta scaligera al King's Theatre di Edimburgo del 1957 per l'Opera di Scozia)
- La traviata di Giuseppe Verdi (1955) Teatro alla Scala
- Anna Bolena di Gaetano Donizetti (1957) Teatro alla Scala
- Ifigenia in Tauride di Christoph Willibald Gluck (1957) Teatro alla Scala
- Don Carlos di Giuseppe Verdi (1958) Royal Opera House, Covent Garden
- Macbeth di Giuseppe Verdi (1958) Teatro Nuovo Gian Carlo Menotti
- Le duc d'Albe di Gaetano Donizetti (1959) Teatro Nuovo Gian Carlo Menotti
- Salomè di Richard Strauss (1961) Teatro Verdi (Trieste)
- Il diavolo in giardino di Franco Mannino su libretto dello stesso Visconti, Filippo Sanjust e Enrico Medioli (1963) Teatro Massimo di Palermo
- La traviata di Giuseppe Verdi (1963)
- Le nozze di Figaro di Wolfgang Amadeus Mozart (1964) Teatro dell'Opera di Roma
- Il trovatore di Giuseppe Verdi (1964) Teatro alla Scala
- Il trovatore di Giuseppe Verdi (1964), diverso allestimento Royal Opera House, Covent Garden
- Don Carlos di Giuseppe Verdi (1965) Teatro dell'Opera di Roma
- Falstaff di Giuseppe Verdi (1966) Wiener Staatsoper
- Der Rosenkavalier di Richard Strauss (1966) Royal Opera House, Covent Garden
- La traviata di Giuseppe Verdi (1967) Royal Opera House, Covent Garden
- Simon Boccanegra di Giuseppe Verdi (1969) Wiener Staatsoper
- Manon Lescaut di Giacomo Puccini (1973) Teatro Nuovo Gian Carlo Menotti

### Balletti
- Mario e il Mago, azione coreografica (1956)
- Maratona di danza, libretto (1957)

## Riconoscimenti

### Premi cinematografici
- Festival di Cannes
  - 1963: Palma d'oro – Il Gattopardo
  - 1971: Premio del 25º anniversario – Morte a Venezia
- Mostra del cinema di Venezia
  - 1965: Leone d'oro – Vaghe stelle dell'Orsa
  - 1957: Leone d'argento – Le notti bianche
  - 1948: Premio internazionale per valori stilistici e corali – La terra trema
  - 1960: Leone d'argento – Rocco e i suoi fratelli

David di Donatello
- 1971: miglior regista – Morte a Venezia
- 1973: miglior regista – Ludwig
- 1973: miglior film – Ludwig
- 1975: miglior film – Gruppo di famiglia in un interno
- Nastro d'argento
  - 1961: miglior regista e migliore sceneggiatura – Rocco e i suoi fratelli
  - 1970: miglior regista – La caduta degli dei
  - 1972: miglior regista – Morte a Venezia
  - 1975: miglior regista – Gruppo di famiglia in un interno
- Globo d'oro
  - 1961: miglior film – Rocco e i suoi fratelli
  - 1971: miglior film – Morte a Venezia
- Grolla d'oro
  - 1958: miglior regista – Le notti bianche
  - 1961: miglior regista – Rocco e i suoi fratelli
- Premio Oscar
  - 1970: nomination alla migliore sceneggiatura originale – La caduta degli dei

Premio BAFTA
- 1972: candidatura alla miglior regia – Morte a Venezia
- Accademia dei Lincei
  - 1963: Premio Feltrinelli per la Regia cinematografica.[24]

### Celebrazioni
- Nel 2006 le Poste italiane hanno emesso un francobollo commemorativo del centenario della nascita di Luchino Visconti.
- Un'emissione dedicata a Visconti nel centenario della nascita è stata curata anche dalle Poste del Principato di Monaco e da quelle della Repubblica di San Marino.
- Nel 2016, nel doppio anniversario (nascita e morte) di Visconti, gli viene intitolata la Civica Scuola di Cinema Luchino Visconti di Milano, ad oggi una delle più rinomate scuole di cinema in Italia.

## Ascendenza
|                              |                        |                          | Genitori                 |  |  | Nonni |  |  | Bisnonni                   |  |  | Trisnonni                   |  |
|                              |                        |                          |                          |  |  |       |  |  | Uberto Visconti di Modrone |  |  | Gaetano Visconti di Modrone |  |
|                              |                        |                          |                          |  |  |       |  |  | Uberto Visconti di Modrone |  |  | Gaetano Visconti di Modrone |  |
|                              |                        | Aurelia Gonzaga          |                          |  |  |       |  |  | Uberto Visconti di Modrone |  |  |                             |  |
| Guido Visconti di Modrone    |                        |                          |                          |  |  |       |  |  | Uberto Visconti di Modrone |  |  |                             |  |
|                              |                        | Giovanna Gropallo        | Angelo Vincenzo Gropallo |  |  |       |  |  |                            |  |  |                             |  |
|                              |                        | Giovanna Gropallo        | Angelo Vincenzo Gropallo |  |  |       |  |  |                            |  |  |                             |  |
|                              |                        | Giovanna Gropallo        | Laura Pertusati          |  |  |       |  |  |                            |  |  |                             |  |
| Giuseppe Visconti di Modrone |                        | Giovanna Gropallo        |                          |  |  |       |  |  |                            |  |  |                             |  |
|                              |                        | Francesco Renzi          | …                        |  |  |       |  |  |                            |  |  |                             |  |
|                              |                        | Francesco Renzi          | …                        |  |  |       |  |  |                            |  |  |                             |  |
|                              |                        | Francesco Renzi          | …                        |  |  |       |  |  |                            |  |  |                             |  |
| Ida Renzi                    |                        | Francesco Renzi          |                          |  |  |       |  |  |                            |  |  |                             |  |
|                              |                        | Lucrezia Giovanna Gritti | Giorgio Gritti           |  |  |       |  |  |                            |  |  |                             |  |
|                              |                        | Lucrezia Giovanna Gritti | Giorgio Gritti           |  |  |       |  |  |                            |  |  |                             |  |
|                              |                        | Lucrezia Giovanna Gritti | Caterina Passagnoli      |  |  |       |  |  |                            |  |  |                             |  |
| Luchino Visconti di Modrone  |                        | Lucrezia Giovanna Gritti |                          |  |  |       |  |  |                            |  |  |                             |  |
|                              | Francesco Antonio Erba | …                        |                          |  |  |       |  |  |                            |  |  |                             |  |
|                              | Francesco Antonio Erba | …                        |                          |  |  |       |  |  |                            |  |  |                             |  |
|                              | Francesco Antonio Erba | …                        |                          |  |  |       |  |  |                            |  |  |                             |  |
| Luigi Erba                   | Francesco Antonio Erba |                          |                          |  |  |       |  |  |                            |  |  |                             |  |
|                              |                        | Caterina Brasca          | …                        |  |  |       |  |  |                            |  |  |                             |  |
|                              |                        | Caterina Brasca          | …                        |  |  |       |  |  |                            |  |  |                             |  |
|                              |                        | Caterina Brasca          | …                        |  |  |       |  |  |                            |  |  |                             |  |
| Carla Erba                   |                        | Caterina Brasca          |                          |  |  |       |  |  |                            |  |  |                             |  |
|                              |                        | Antonio Brivio           | Ambrogio Brivio          |  |  |       |  |  |                            |  |  |                             |  |
|                              |                        | Antonio Brivio           | Ambrogio Brivio          |  |  |       |  |  |                            |  |  |                             |  |
|                              |                        | Antonio Brivio           | Giuditta Pensa           |  |  |       |  |  |                            |  |  |                             |  |
| Anna Brivio                  |                        | Antonio Brivio           |                          |  |  |       |  |  |                            |  |  |                             |  |
|                              |                        | Enrichetta Longhi        | …                        |  |  |       |  |  |                            |  |  |                             |  |
|                              |                        | Enrichetta Longhi        | …                        |  |  |       |  |  |                            |  |  |                             |  |
|                              |                        | Enrichetta Longhi        | …                        |  |  |       |  |  |                            |  |  |                             |  |
|                              |                        | Enrichetta Longhi        |                          |  |  |       |  |  |                            |  |  |                             |  |